# Здуние (община Брод)
 Тази статия е за поречкото село.  За положкото вижте Здуне (община Гостивар).  
Здуние или Здуне (тъй като н е палатализиран, се среща и изписване Здунье, на македонска литературна норма: Здуње) е село в Северна Македония, в община Брод (Македонски Брод). По-голямата част от селото днес е потопена под язовира Козяк.

## География
Здуние се намира в средната част на долината на Треска, в северната част на областта Поречие на висока тераса на около 100 метра над левия бряг на реката в местността Наздув, която терасирано се спуска на юг към Здунското поле.
От запад се издига масивът на Сува гора с най-висок връх Голина (1546 м), а над селото е ридът Теме с връх Кюле (658 м). На североизток се издига ридът Градец (545 m), на който има остатъци от късноантична и средновековна крепост. От източната страна са Космотов рид и Белково.
Топонимът Наздуф показва, че Здуние е изложено на северни ветрове. Климатът се отличава с горещи лета и с умерени, но мъгливи зими. По течението на Треска се чувства влиянието на Егейско море.
На 600 метра североизточно от Здуние, в южното подножие на рида Градец в Треска се влива реката Оча. Горе в селото няма вода за пиене и населението се снабдява с вода от два извора. Първият извор е Шарковски извор и се намира на левия бряг на Треска на 300 метра източно от махалата Шарковци. Вторият извор се намира в местността Воденица в междуречието на Оча и Треска. В землището на Здуние в местността Манастирище се намира изворът Здунска вода, а също така на 1,5 км северно от селото в местността Егюптина на левия бряг на Треска има извор на вода.
Обработваемата земя е покрай реките Треска и Оча, в южната периферия на селото – Здунското поле, в местността Дъброец и по склоновете на околните ридове.
Покрай Здуние, на десния бряг на Треска минава пътят Брод – Здуние, който под рида Градец се дели на три. Единият път се изкачва нагоре по долината на планинската рекичка Оча и през Къпина и преслапа Кула излиза при село Нова Брезница и по Патишка река към Скопско. Вторият път продължава по клисурата на Треска и през подножието на планината Осой (Иване) минава през Матка за Скопие. От този път отбивка през рида Брикул (Луковица) излиза в Полог при селото Групчин. Третото разклонение през моста на Треска се връщаа към Здуние и през Мачин дол – Горна круша се изкачва на рида Голина (1546 м) и през Сува гора се спуска в Полог при селото Блаце. От Здуние планински път води над селото Близанско през планината Фойник към селата на Горно Поречие.

## История
За първи път село Здуние е споменато във Виргинската грамота на българския цар Константин Тих Асен от 1258 година, в която на скопския манастир „Свети Георги“ се даряват
| „ | ...Село Здуне в гората и със заселките: с Близниско, с Мокросеки и с Големия подом... Селата Здуне, Сушица, Градечница, Брод със Сланско и с Барабас и Крапа са парички, сиреч придалишки. | “ |

В грамота на сръбския крал Милутин от 1300 година се потвърждават и разширяват имотите на „Свети Георги“ и от село Здуние се отнема селото Градечница, но землището му се разширява до Калугерец и до рибника в село Белица.
Църквата „Света Неделя“, прекръстена по-късно на „Въведение Богородично“, е от края на X – началото на XI век. Църквата е обновена в XIV век, а при потопяването на селото в XX век в началото на XXI век е реконструирана край Брезница. Другата църква „Св. св. Петър и Павел“ също е преместена.
В XIX век Здуние е село в Поречка нахия на Кичевска каза на Османската империя. В „Етнография на вилаетите Адрианопол, Монастир и Салоника“, издадена в Константинопол в 1878 година и отразяваща статистиката на населението от 1873 година Зеуне (Zeouné) е посочено като село с 13 домакинства с 65 жители българи. В прегледа на населението на Битолския санджак за 1897 година селото Здуние брои 34 къщи с 287 жители.
Според статистиката на Васил Кънчов („Македония. Етнография и статистика“) от 1900 година Сдунье е населявано от 260 жители българи християни.
На Етнографската карта на Битолския вилает на Картографския институт в София от 1901 година Здуние е чисто българско село в Кичевската каза на Битолския санджак с 40 къщи.
Цялото село в началото на XX век е сърбоманско. Според митрополит Поликарп Дебърски и Велешки в 1904 година в Здуне има 37 сръбски къщи. По данни на секретаря на Българската екзархия Димитър Мишев („La Macédoine et sa Population Chrétienne“) в 1905 година в Сдуние има 320 българи патриаршисти сърбомани.
В 1913 година селото попада в Сърбия. Според пребояването, извършено от сръбските власти в 1914 година Здуние брои 295 жители.
На етническата си карта на Северозападна Македония в 1929 година Афанасий Селишчев отбелязва Здуне като българско село.
| Преброяване | Домакинства | Жители |
| 1948        | 70          | 474    |
| 1953        | 77          | 522    |
| 1961        | 84          | 533    |
| 1971        | 72          | 352    |
| 1981        | 22          | 88     |
| 1998        | 14          | 20     |

Според преброяването от 2002 година селото има 20 жители македонци.

## Махали
Здуние се състои от четири махали – Шарковци, Грубановци, Белчевци и Мечкаровци. Местното население е бърсяшко, като селските празници са на Петровден и на Въведение Богородично. Махалата Шарковци е основана около 1800 година от семейството на Богдан от село Горно Фалише. Махалата традиционно се занимава със скотовъдство. Махалата Грубановци е най-голямата в селото и е на 200 метри северно от Шарковци. Името ѝ идва от личното име Грубан, споменато през XV век. От тази махала много семейства се заселват в съседното село Близанско. Грубановци е съставена от родовете Милевци, Ангелковци, Атанасовци, Таневци, Гуровци, Симяновци, Анакиовци и Змейковци. Махалата Белчевци е в централната част на селото и произлиза от личното име Бел, споменато през XIV век. Съставена от следните родове Лазаровци, Блажевци, Здравевци, Тримчевци и Миленковци. Махалата Мечкаровци захваща източния край на селото и терасесто се спускаа на юг към полето. Името ѝ идва от личното име Меч(о), споменато през XV век.

## Личности
Починали в Здуние
- Илия Йовановски (1921 – 1944), народен герой на Югославия